# گوجگی بالا
گوجگی بالا، روستایی از توابع بخش مرکزی شهرستان مشهد در استان خراسان رضوی ایران است.دهیار وقت آقای مهندس امیرحسین قربان پور می‌باشد مردمان این روستا زبان ترکی خراسانی دارند ، در ۳۵ کیلومتری از شهر مشهد واقع شده است.مردمان این روستا بسیار مهمان نواز هستند.در این روستای تاریخی یک گلخانه گل و گیاهان زینتی ،هایپر مارکت ، مکان تاریخی ،مکان های کوهنوردی ، گونه های مختلف گیاهان دارویی و معطر و لبنیات با کیفیت شایان ذکر می باشد.

## جمعیت
این روستا در دهستان تبادکان قرار دارد و براساس سرشماری مرکز آمار ایران در سال ۱۳۸۵، جمعیت آن ۵۱۱ نفر (۱۳۷خانوار) بوده‌است.